# Brigitte Manceaux
Brigitte Manceaux (14 de diciembre de 1914-21 de abril de 1963) fue una pianista francesa y la sobrina mayor del compositor Francis Poulenc. Después de la muerte de su amiga de la infancia, Raymonde Linossier en 1930, Manceaux asumió su lugar como la amiga más cercana de su tío y su confidente de toda la vida; finalmente, ella también se convirtió en su secretaria y asesora no oficial.

## Biografía
Brigitte Manceaux nació en París en 1914, hija de André y Jeanne Manceaux, quien se habían casado el 2 de junio del año anterior. Su madre era la hermana mayor del compositor Francis Poulenc y era una estudiante de piano y voz de Jeanne Raunay y Claire Croiza. Entre 1917 y 1919, Poulenc, todavía de adolescente, vivía con la familia Manceaux después de que sus padres habían muerto. Manceaux desarrolló un interés en la música desde niña, que fue alentado por su tío y su madre. Más tarde se inscribió en el Conservatorio de París para estudiar el piano, convirtiéndose en una alumna de Marguerite Long. En 1933, conoció a la también estudiante Jacqueline Bernard, quien se convirtió en una amiga de toda la vida y luego se casó con el amante de Poulenc, Raymond Alarjet. Después de graduarse, Manceaux enseñó el piano de forma privada, así como dio recitales, a menudo bajo los auspicios de su tío.
El 30 de enero de 1930, la amiga de la infancia de Poulenc, Raymonde Linossier, murió después de una enfermedad repentina. Más tarde ese año, Poulenc comenzó a buscar la ayuda y el consejo de Manceaux. Poulenc escribió a Long que Mangeaux lo estaba ayudando a él en la composición de su Concierto para dos pianos, explicando que le ayudó a ensayar «ciertos pasajes mil veces». Unos años más tarde, Poulenc dedicó a ella la tercera de sus Quince improvisaciones; una década más tarde, ella también sería la dedicada de su Sonata de violín. En julio de 1945, Poulenc escribió a Manceaux que estaba encantado de que ella estaría grabando la sonata con la violinista Françoise Soulé, pero no parece haber sobrevivido a este rastro adicional de esta grabación. Soulé, otra amiga cercana de Manceaux, se casaría más tarde con Pierre Momméja. En la década de 1940, Manceaux se había convertido en asistente de Poulenc, llamada a asistir a varias tareas en su nombre, a menudo en poco tiempo. Manceaux también se convirtió en la confidente más confiable de Poulenc, y su amiga más cercana.
En la primavera de 1954, Poulenc recibió la noticia de que su amante, Lucien Roubert, había sido diagnosticado con cáncer terminal. Poulenc también sufrió problemas con su vesícula biliar durante este tiempo. Temiendo que posiblemente tuviera cáncer, Poulenc redactó una voluntad el 2 de junio de 1954 que designaba a Manceaux como «sola guardiana» de sus bienes. También reveló que su ahijada, Marie-Ange Lebebedeff, nacida el 13 de septiembre de 1946, era en realidad su hija que había engendrado con una amiga, Fréderique Lebebeeff. Ni su hija ni su Manceaux aprenderían los contenidos de la voluntad hasta después de la muerte de Poulenc. El documento también indica a Manceaux a quienes deseaba legar varios bienes de su herencia, la mayoría de los cuales le dejó a ella. También le suplicó a ella para cuidar a su hija en caso de su muerte. En la voluntad, Poulenc dijo que Manceaux era «como una segunda Raymonde» a él.
La asistencia de Manceaux demostró ser especialmente invaluable, mientras que Poulenc compuso y asistió a los ensayos para Diálogos de carmelitas en 1957. Ella no solo completó las tareas relacionadas con la ópera en sí, sino que también manejó su hogar en Noizay mientras estaba lejos. Con la ayuda de su padre, Manceaux adquirió una propiedad para sí misma en Saint-Tropez, lo apodó «La Brigida» en agosto de 1957. En una de las pocas cartas existentes de Manceaux a Poulenc, escribió el 16 de agosto de su nuevo hogar en este «país bastante vasco  [sic]» que se adaptaba a sus necesidades: «A medida que envejezco, necesito más calor, para vivir al aire libre, y para disfrutar de la vida sin suéteres». Manceaux vivió con Inès Bonafoux, una enfermera que había conocido durante la Segunda Guerra Mundial. Manceaux fue descrita por su amiga Jacqueline Alarjet como una música fina, una mujer encantadora, pero una víctima de un exceso de modestia que carecía de confianza en sí misma a pesar de sus cualidades. Bonafoux recordó su generosidad y su gregariedad.
Poulenc murió el 30 de enero de 1963 en su apartamento de París después de semanas de enfermedad; había sufrido un ataque cardíaco leve el anterior agosto. Jacqueline Latarjet había sido informada de la muerte de Poulenc por parte de Françoise Momméja, quien le suplicó a ella para que le diera las noticias a Manceaux. Latarjet llamó a Manceaux, pero se arrepintió en el último momento. En cambio, ella sugirió que visitara al compositor ya que no se sentía bien. Mangeaux se enteró de la muerte de su tío cuando llegó a su apartamento, en donde gritó «¡Está muerto!» y se desmayó.
El siguiente marzo, Manceaux viajó a Milán para supervisar la nueva producción de Los pechos de Tiresias en el Teatro de La Scala realizada por Nino Sanzogno. Manceaux le escribió a su madre que todo el tiempo tuvo la impresión de que Poulenc reaparecería. «No entiendo lo que me está pasando», continuó, «estar allí sin Francis, en su lugar». El próximo mes, viajó con Pierre Bernac y Suzanne Peignot a Nueva York para asistir a los estrenos de Sonata para clarinete y piano y Sept répons des ténèbres el 10 y el 11 de abril, respectivamente. Ella regresó agotada a «La Brigida», donde se afligió con una obstrucción intestinal. El mal tratamiento resultó en su muerte el 21 de abril. Según Marcel Schneider, quien estuvo al lado de Manceaux al momento su muerte, sus últimas palabras fueron: «Mi único consuelo es saber que me voy a encontrar con Francis otra vez, ¡pero al mismo tiempo es difícil morir cuando uno todavía es joven!».